# Фрид, Дмитрий Михайлович
Дми́трий Миха́йлович Фри́д (род. 28 февраля 1968 года, Москва, СССР) – российский актёр кино и телевидения, актёр мюзиклов.

## Биография
Родители Дмитрия – авиационные инженеры.
В детстве 10 лет занимался спортивной гимнастикой в Универсальном спортивном комплексе ЦСКА в Москве. Получил звание мастера спорта.
В 1985 году после окончания школы поступил в Московский Авиационный Институт, где обучался на вечернем отделении. В 1986 году призван на службу в ряды Советской Армии, где отслужил в инженерных войсках. По окончании службы принял решение не возвращаться к обучению в МАИ.
Вернувшись из армии в 1988 году, Дмитрий начал свою карьеру в качестве танцовщика. Выступал на сцене театра спортивного танца «Лидер», театра эксцентрики и пародии «Бим-Бом».
Образование: Randolph George art school (Toronto) (1992-1994), Dance school of Sports and Arts (США) (1995), Курсы Вокал Линн (Штутгарт) (1998), Школа театрального искусства «Мerameo» (Берлин) (1999) .
С 1992 по 1998 гг. проживал с семьей в Канаде, в связи с контрактами о работе в мюзиклах, с 1998 года - в Германии и России.

## Работа в кино
Кинематографический дебют Дмитрия состоялся в 1995 году (27 лет) в Канаде в эпизодической роли русского солдата в канадском сериале "Forever knight 3" ("Рыцарь навсегда").
В 1997 году Дмитрий снялся в роли хорватского повстанца Миро в телевизионной военной драме "Peacekeepers" («Миротворцы») у режиссера Brad Turner (Брэд Тернер).
В 2007 году Дмитрий утвержден на главную роль танцора Георгия Княжинского в украинском сериале «Держи меня крепче». Работа получила позитивные отзывы критиков, после чего актера стали все чаще приглашать на съемочные площадки различных проектов. 
Роль немецкого летчика Отто Юргенса в 2010 году в телефильме «Небо в огне» принесла актеру известность и многотысячную армию поклонников. 
С самого начала кинокарьеры график Дмитрия полностью загружен съемками в фильмах и сериалах. За этот период Дмитрий принял участие более, чем в 80 кино- и телефильмах. Среди них главные роли Питера Шульке в телефильме «Петрович», офицера Интерпола Леонарда Брю в телефильме «Вместе навсегда», главы адвокатской конторы Андрея Строганова в сериале «Маша в законе», Константина в телефильме «Если любишь - прости», следователя Якова Штольмана в сериале «Анна Детективъ», учёного и астронавта Дэвида Курца в кинофильме «Звездный разум», отставного военного Ивана в телефильме «Возраст счастья», разведчика Зинчука в телефильме «Чистые руки», немецкого врача-антифашиста Гельмута в полнометражном белорусском фильме «Время вернуться».
В 2017 и 2021 году сериал "Анна Детективъ" и "Анна Детективъ 2", в котором Дмитрий Форд сыграл главную роль Якова Штольмана, стал лауреатом премии Ассоциации продюсеров кино и телевидения в номинации "Лучший телевизионный сериал (более 24 серий)" 
Первый сезон сериала "Анна Детективъ" вошёл в шорт-лист XII Международной премии Seoul International Drama Awards в номинации «Лучший драматический сериал», стал номинантом премии «ТЭФИ 2017» в номинации «Телевизионный фильм/сериал», а Дмитрий Фрид в номинации «Лучший актёр телевизионного фильма/сериала». Также сериал вошёл в лонг-лист премии «Золотой орёл 2017» в номинации «Лучший телевизионный сериал (более 10 серий)», Дмитрий Фрид вошёл в лонг-лист премии «Золотой орёл 2017» в номинации «Лучшая мужская роль на телевидении». 
В 2019 году сериал вошёл в список лучших сериалов мистического жанра, представленных на интернет-портале Amazon Prime (по мнению обозревателя сайта Thrillist Entertainment)
Фильмография
| Год         | Название | Роль                           |
| ----------- | --- | ------------------------------ |
| 2025        | Разящий луч | Лэйрд                          |
| 2025        | На сопках Маньчжурии | Ричард Хеппнер                 |
| 2025        | Московская мыльная опера | Марк Фокин                     |
| 2024        | Фейк | Андрей Кирсанов                |
| 2024        | Спецкоры | Фред                           |
| 2024        | Адмирал Кузнецов | Эрих Редер                     |
| 2024        | Чистые руки | Борис Зинчук                   |
| 2024        | Штральзунд-23. Хладнокровие / Stralsund (ФРГ) | Кирилл Попов                   |
| 2023        | Тонкая линия / A Thin Line (ФРГ) | Данилов                        |
| 2023        | Некрасивая подружка - 16. Вундеркинд | Евгений                        |
| 2023        | Время вернуться (Беларусь) | Гельмут Хартман                |
| 2023        | Банда ЗИГ ЗАГ | Вильгельм Канарис              |
| 2022        | Художник | Уильям Гарриман                |
| 2022        | Морячка | Ратманов                       |
| 2022        | Звёздный разум / Project Gemini | Дэвид Куртц                    |
| 2022        | Гид и большие соблазны | Михаил                         |
| 2022        | Возраст счастья | Иван                           |
| 2021        | С небес на землю | Рамиль                         |
| 2021        | Один клик | Романовский                    |
| 2021        | Идеалист | Павел Залесский                |
| 2021        | Две девицы на мели-2 | Герман Рейман                  |
| 2020        | Ход королевы / The Queen's Gambit (США, Netfliks) | эпизод                         |
| 2020        | Смерть в объективе | Сергей Норский                 |
| 2020        | Андреевский флаг | Марк Лернер                    |
| 2019        | Герои и трусы / Heroes and Cowards (ФРГ) | Николай Волков                 |
| 2019        | Рваный ветер | Борис Возницкий                |
| 2019        | Никто не узнает | Бенсон                         |
| 2019        | Конь изабелловой масти | Филипп Руссель                 |
| 2019        | Гранд - 3 | Вадим Боронин                  |
| 2019        | Годунов. Продолжение | Фидлер                         |
| 2019        | Балканский рубеж / Balkan Line, The / Balkanska međa (РФ, Сербия)                                                                                       | Штерн                          |
| 2018        | Бессонница / Insomnia (США) | Нилс                           |
| 2018        | Сто дней свободы | генерал фон Дитрих             |
| 2018        | Посольство | Хефферн                        |
| 2018        | Позднее счастье | Эдвард                         |
| 2018        | Женщина в зеркале | Михаил Лебедев                 |
| 2018        | Детективы Анны Малышевой. Фильм 7: Отравленная жизнь | Алексей Стасов                 |
| 2018 - 2021 | Анатомия убийства 1 - 4 - Фильм №1 "Скелет в шкафу" - Фильм №2 "Убийственная справедливость" - Фильм №3 "Насмешка судьбы" - Фильм №4 "Ужин на шестерых" | Олег Муравьёв                  |
| 2017        | Садовое кольцо | Михаель                        |
| 2017        | Молодёжка - 4 | Доменик Дюшарм                 |
| 2017        | Движение вверх / Three Seconds | главный арбитр                 |
| 2016        | Небеса подождут | Эдуард Развозов                |
| 2016        | Давай, танцуй! (Украина) | Семён                          |
| 2016-2021   | Анна-детективъ, 1-3 (РФ, Украина) | Яков Штольман                  |
| 2015        | Плакучая ива | Лев Радецкий / Алексей Донцов  |
| 2015        | Озабоченные, или Любовь зла | эпизод, капитан                |
| 2014        | Спешите любить | Виктор                         |
| 2014        | Метод Фрейда-2 | Алексей Нагайцев               |
| 2014        | В спорте только девушки / Some like it cold | тренер                         |
| 2013        | Тихая охота | карманник "Красавчик"          |
| 2013        | Розыск-2 | эпизод                         |
| 2013-2014   | Пятницкий. Глава третья. Глава четвертая | Андрей Михайлин                |
| 2013        | Поцелуйте невесту | Джон                           |
| 2013        | Ой, ма-моч-ки! | Владимир                       |
| 2013        | Мамина любовь | Кирилл Андреевич               |
| 2013        | Если любишь - прости | Константин                     |
| 2013        | Городские шпионы | Артур Берг                     |
| 2013        | Второе дыхание | Михаил Найман                  |
| 2013        | Вместе навсегда (Украина) | Леонард Брю                    |
| 2013        | Бомбила. Продолжение | Владислав Валентинович Шипунов |
| 2012-2013   | Маша в законе | Андрей Строганов               |
| 2012        | Чемпионки | Антон Болотный                 |
| 2012        | Топтуны | Уильям Колли                   |
| 2012        | Склифосовский | Владимир Яковлевич             |
| 2012        | Петрович | Питер Шульке                   |
| 2012        | Ночные ласточки | Римке                          |
| 2012        | Мой капитан | Вадим Горохов                  |
| 2012        | Любовник для Люси | Платон Соколов                 |
| 2012        | Вероника. Потерянное счастье | эпизод                         |
| 2012        | Без срока давности / 3-й фильм "Материнский инстинкт"                                                                                                   | Сергей Серебрянников           |
| 2012        | Без следа | Борис Селезнёв                 |
| 2011        | Сделано в СССР | Росс                           |
| 2011        | Самый лучший фильм 3-ДЭ / The Very Best Movie 3D | эпизод                         |
| 2011        | Всегда говори "всегда"-7 | Алексей Скороходов             |
| 2010        | Всё к лучшему | Виктор                         |
| 2010        | Небо в огне | Отто Юргенс                    |
| 2010        | Энигма | Владимир Власов                |
| 2009-2010   | Спальный район | Максим                         |
| 2009        | Из жизни капитана Черняева | Кирилл Андреевич Львовский     |
| 2009        | Белый песок | Брит                           |
| 2009        | Северный ветер | Олаф                           |
| 2009-3010   | Барвиха / Золотые | Сергей Высоцкий                |
| 2008        | Шпионские игры - 13: Черничный пирог | Роберт                         |
| 2008        | Чемпион | Хорват                         |
| 2008        | Цыганочка с выходом | Игорь                          |
| 2008        | Общая терапия | Олег Привалов                  |
| 2007        | Держи меня крепче (Украина) | Георгий Княжинский             |
| 1997        | Миротворцы / Peacekeepers (США, Канада) | Миро                           |
| 1995        | Рыцарь навсегда - 3 / Forever Knight (Канада) | эпизод                         |

## Театр и мюзикл
В 1992-2006 гг. принимал активное участие в музыкальных и спортивных мюзиклах Канады, Германии, России. 
В Канаде Дмитрий участвовал в мюзиклах «Русские на Бродвее», «Белые ночи», «Моя прекрасная леди», «Вестсайдская история», «Томми», «Мисс Сайгон».
Германия: мюзиклы "Der Glockner von Notre Dame" («Звонарь из Нотр Дама»), "Miss Saigon" ("Мисс Сайгон"), "Cats" ("Кошки").
В Берлине премьера мюзикла Cats состоялась 20 октября 2002 года в Музыкальном театре на Потсдамской площади. Спектакль шел до 30 января 2004 года. Дмитрий Фрид в берлинской постановке мюзикла исполнял роль кота Тамблбрутуса, а также был дублером некоторых других персонажей.
В 2005 году Дмитрий приехал в Москву для участия в российской постановке мюзикла «Cats». Премьера российской версии мюзикла «Cats» состоялась 18.03.2005. Мюзикл с успехом шёл целый год в ежедневном режиме на сцене Московского Дворца Молодежи (МДМ). В московских спектаклях Дмитрий принимал участие в ролях Тамблбрутуса, Адметуса (Плато)/Макавити, Алонзо, Джорджа (в разных спектаклях).
Затем Дмитрий принимал участие в мюзикле "Mamma Mia!" в период первого проката (2006-2007) в составе ансамбля, в ролях отца Александра, капитана и в качестве дублера некоторых ролей, а также был постановщиком (хореографом) танцевальных номеров. К моменту своего закрытия весной 2008 года отечественная версия мюзикла "Mamma Mia!" стала самым долгоиграющим музыкальным спектаклем ежедневного показа в России, превысив отметку в 550 представлений.{{https://musicals.tilda.ws/word/world-musicals/mamma-mia}}.%5B12]
В 2024 году начал работу в антрепризе в спектакле французского драматурга Эрика Ассуса «Наши жёны» (РФ) в роли Макса.
Мюзиклы:1991 «Американец в перестройке» (Москва)
1992 «Русские на Бродвее» (Россия, Канада)
1993 «White Nights» ("Белые ночи"), ревю, (Монреаль, Канада)
1993-95 «Miss Saigon» ("Мисс Сайгон") (Торонто, Канада)
1995 «Tommy» («Томми») (Торонто, Канада)
1995-1996 «The Merry Widow» ("Веселая вдова") (Торонто, Канада)
1995-1996 «My Fair Lady» ("Моя прекрасная леди") (Торонто, Канада)
1997 «West Side Story» ("Вестсайдская история") (Торонто, Канада)
1998-1999 «Miss Saigon» ("Мисс Сайгон") (Штутгарт, Германия)
1999 «Der Glöckner von Notre Dame» ("Звонарь из Нотр-Дама") (Берлин)
2002-2003 «CATS» (Берлин)
2004 «Best of Musical» (Кёльн, Германия)
2005-2006 «CATS» (Москва)
2006 11-Die Fussball-Show (Берлин)
2006-2007 «Mamma mia!» (Москва)
Телевидение
02.11.2020 вышла авторская программа Татьяны Устиновой "Мой герой" на телеканале "ТВЦ" [1], где Дмитрий рассказал о своем жизненном пути и творчестве.
28.03.2021 Дмитрий принял участие в программе Отара Кушанашвили "Спасите, я не умею готовить!", где поделился своими навыками кулинара.
В апреле 2025 года на телеэкраны РФ вышел рекламный клип, снятый известным режиссёром Климом Шипенко (фильмы "Холоп" и "Вызов") по произведению Михаила Булгакова "Мастер и Маргарита", в рамках проекта «ВТБ — это классика». Дмитрий Фрид сыграл в нём роль Воланда. .

## Личная жизнь
В 1989 году во время работы над мюзиклом "Американец в перестройке" Дмитрий познакомился с коллегой Еленой Проценко, в 1990 году Дмитрий и Елена поженились, в этом же году у них родилась дочь Алена. В 2002 году родился сын Андрей..